# Kunming Airlines
Kunming Airlines (chinesisch 昆明航空公司) ist eine chinesische Fluggesellschaft mit Sitz in Kunming und Basis auf dem Flughafen Kunming-Changshui.

## Geschichte
Kunming Airlines wurde 2005 gegründet. Anfang 2009 kaufte Shenzhen Airlines 80 % der Anteile an der Fluggesellschaft und kontrolliert diese.

## Flugziele
Kunming fliegt 51 Ziele in der Volksrepublik China an.

## Flotte
Mit Stand Februar 2024 besteht die Flotte der Kunming Airlines aus 31 Flugzeugen mit einem Durchschnittsalter von 7,5 Jahren:
| Flugzeugtyp      | Anzahl | bestellt | Anmerkungen               | Sitzplätze  | Durchschnittsalter (Februar 2024) |
| ---------------- | ------ | -------- | ------------------------- | ----------- | --------------------------------- |
| Boeing 737-700   | 09     |          | mit Winglets ausgestattet | 144         | 6,7 Jahre                         |
| Boeing 737-800   | 21     |          | mit Winglets ausgestattet | 164 168 176 | 8,0 Jahre                         |
| Boeing 737 Max 8 | 01     | 2        |                           | 168         | 2,8 Jahre                         |
| Gesamt           | 31     | 2        |                           |             | 7,5 Jahre                         |

### Aktuelle Sonderbemalungen
| Bemalung          | Flugzeugtyp    | Luftfahrzeugkennzeichen | Zeitraum            | Bild |
| ----------------- | -------------- | ----------------------- | ------------------- | --- |
| He Shun           | Boeing 737-700 | B-1106                  | seit Juni 2018      | Bild gesucht Die Wikipedia wünscht sich an dieser Stelle ein Bild. Weitere Infos zum Motiv findest du vielleicht auf der Diskussionsseite . Falls du dabei helfen möchtest, erklärt die Anleitung , wie das geht. |
| Tengchong         | Boeing 737-700 | B-1461                  | seit September 2017 | Bild gesucht Die Wikipedia wünscht sich an dieser Stelle ein Bild. Weitere Infos zum Motiv findest du vielleicht auf der Diskussionsseite . Falls du dabei helfen möchtest, erklärt die Anleitung , wie das geht. |
| Dian Lake         | Boeing 737-800 | B-1507                  | seit September 2017 | Bild gesucht Die Wikipedia wünscht sich an dieser Stelle ein Bild. Weitere Infos zum Motiv findest du vielleicht auf der Diskussionsseite . Falls du dabei helfen möchtest, erklärt die Anleitung , wie das geht. |
| Honghe Nativeland | Boeing 737-800 | B-1991                  | seit Dezember 2016  | |